# Will McCormack
Pour les articles homonymes, voir McCormack.
Will McCormack est un acteur né le 13 janvier 1974.

## Biographie
Il joue le rôle du frère de Courteney Cox dans la série Dirt.

## Filmographie

### Cinéma
- 2001 : American Outlaws : Bob Younger
- 2002 : A Midsummer Night's Rave : Greg
- 2002 : Abandon : August
- 2005 : Must Love Dogs : Jason
- 2005 : Prime : Palmer
- 2005 : Syriana : Willy
- 2006 : Right at Your Door : Jason
- 2012 : Celeste and Jesse Forever : Skillz
- 2015 : Among Ravens : Chad
- 2018 : Un raccourci dans le temps d'Ava DuVernay

### Télévision
- 2001 : Les Soprano : Jason LaPenna
- 2007 : Dirt : Leo Spiller